# Fundación Oso Pardo
La Fundación Oso Pardo (FOP) es una ONG constituida en 1992 con el objetivo de contribuir al estudio y conservación del oso pardo en la cordillera Cantábrica así como de su hábitat y su entorno natural y cultural.
Las actuaciones de la Fundación Oso Pardo se llevan a cabo básicamente en el entorno de la cordillera Cantábrica, donde vive la última población autóctona importante superviviente de osos en España, aunque también colabora en iniciativas de conservación de otras poblaciones de osos amenazadas, como la reintroducción del oso en Pirineos entre la frontera francesa y española.
Su ámbito de trabajo de actuación ha ido ampliándose hasta llegar a la casi totalidad de la cordillera Cantábrica. Su labor se extiende a campos como la conservación y restauración de hábitats de elevado interés para la especie, el seguimiento de la población osera, el apoyo a la investigación, la persecución del furtivismo o la educación ambiental, todo ello apoyado en la actividad de numerosas patrullas de vigilantes-monitores creadas y formadas por la FOP. Todas su actuaciones son reguladas por el patronato de la ONG que es el órgano de representación y de gobierno, está integrado por un grupo de profesionales e investigadores de diferentes ámbitos.
La FOP se vale del patrocinio económico y logístico de empresas privadas como Caja Cantabria, Land Rover, Chiruca o Unión Fenosa, comprometidas con la conservación del oso pardo y su entorno. Además cuenta con la colaboración y patrocinio de la Unión Europea a través de los programas LEADER, LIFE/Naturaleza, y PRODER; de las administraciones autonómicas de Asturias, Cantabria, Castilla y León, y Galicia; del Ministerio de Medio Ambiente; y de otras fundaciones como la Fundació Territori i Paisatge de Caixa Catalunya o la Fundación Biodiversidad del Ministerio de Medio Ambiente.
Recibió el reconocimiento Premio Ondas Mediterráneas de Defensa del Patrimonio Natural en 2008.